# Lexemrekurrenz
Lexemrekurrenz (Wiederholung von Lexemen) ist ein wesentliches Kriterium der Textlinguistik für die Einheit eines Textes. In vielen Texten wird u. a. durch Wiederholung ein und desselben Lexems (Wortes) der Zusammenhang zwischen den Sätzen (Kohärenz) deutlich. Da Wiederholung nach sehr kurzen Abständen nicht als guter Stil gilt, tritt neben die Lexemrekurrenz als weiteres Mittel die Lexemvariation, also die Ersetzung eines Lexems durch ein anderes, das sich aber auf den gleichen Gegenstand bezieht (gleiche Referenz). Beide Verfahren sind an dem Aufbau von Isotopien beteiligt. Brinker (2001: 27ff.) behandelt diese Fälle unter dem Stichwort „explizite Wiederaufnahme“.